# Vladimir Kozubin
Vladimir Kozubin (en ruso: Владимир Козубин; 11 de octubre de 1953) es un deportista soviético que compitió en piragüismo en la modalidad de aguas tranquilas.  Ganó una medalla de plata en el Campeonato Mundial de Piragüismo de 1974, en la prueba de K2 1000 m.

## Palmarés internacional
| Campeonato Mundial | Campeonato Mundial        | Campeonato Mundial | Campeonato Mundial |
| Año                | Lugar                     | Medalla            | Competición        |
| ------------------ | ------------------------- | ------------------ | ------------------ |
| 1974               | Ciudad de México (México) | Medalla de plata   | K2 1000 m          |